# 소꿉친구가 절대로 지지 않는 러브 코미디

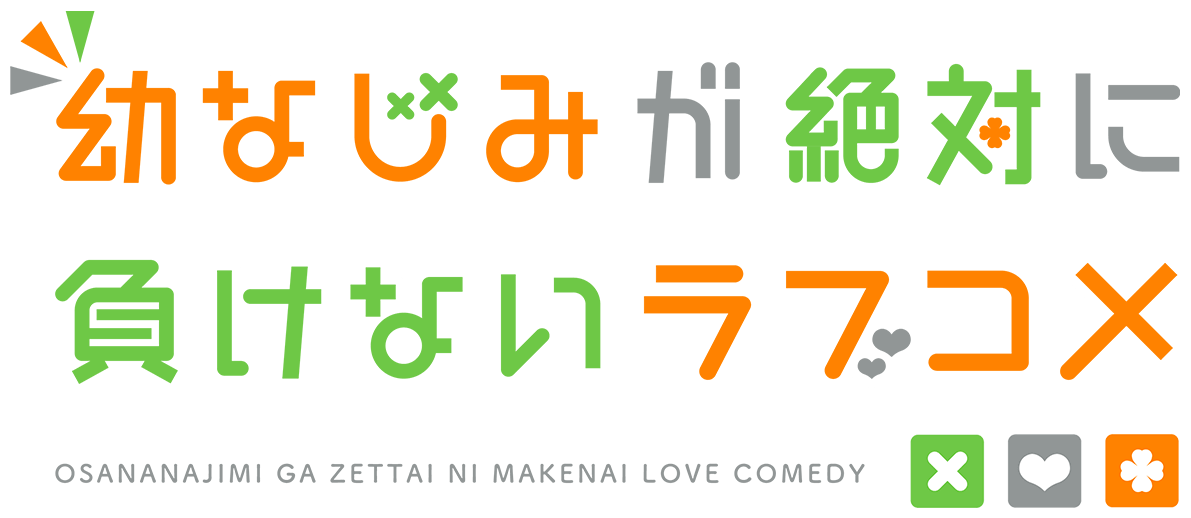

《소꼽친구가 절대로 지지 않는 러브 코미디》(幼なじみが絶対に負けないラブコメ)는 니루마 슈이치(작가), 시구레 우이(일러스트)가 원작한 일본의 라이트 노벨이다. 전격 문고(KADOKAWA)에서 발간 중. 2021년 4월부터 6월까지 TV 애니메이션화로 방영되었다.